# Nadškofija Saint John's, Nova Fundlandija
Nadškofija Saint John's je rimskokatoliška nadškofija s sedežem v St. John's (Kanada).

## Geografija
Nadškofija zajame področje 16.641 km² s 213.000 prebivalci, od katerih je 111.000 rimokatoličanov (52,1 % vsega prebivalstva).
Nadškofija se nadalje deli na 40 župnij.

## Nadškofje
- Michael Francis Howley (8. februar 1904-15. oktober 1914)
- Edward Patrick Roche (26. februar 1915-23. september 1950)
- Patrick James Skinner (23. januar 1951-5. april 1979)
- Alphonsus Liguori Penney (5. april 1979-2. februar 1991)
- James Hector MacDonald (2. februar 1991-4. december 2000)
- Brendan Michael O'Brien (4. december 2000-danes)